# Siika-Suivakkojärvi
Siika-Suivakkojärvi eller Suivakkojärvi är en sjö i Finland. Den ligger i kommunen Enare i landskapet Lappland, i den norra delen av landet, 900 km norr om huvudstaden Helsingfors. Siika-Suivakkojärvi ligger 270,1 meter över havet. Arean är 40 hektar och strandlinjen är 3,8 kilometer lång. Sjön  ingår i Pasvik älvs huvudavrinningsområde.   Den sträcker sig 1,3 kilometer i nord-sydlig riktning, och 0,9 kilometer i öst-västlig riktning.